# ÅF Golden League 2009
ÅF Golden League 2009 är de sex tävlingar som hålls under friidrottsåret 2009 av IAAF. Under år 2009 är det grenarna 100 meter (för både män och kvinnor), 400 meter (för både män och kvinnor), 3000/ 5 000 meter (för män), 100 meter/110 meter häck, höjdhopp (för kvinnor), stavhopp (för kvinnor) samt spjutkastning (för män) som har status som jackpotgrenar.
Tre friidrottare lyckades med att vinna alla sex tävlingar och fick dela på potten på 1 000 000 USD. De tre som lyckades var Kenenisa Bekele på 3 000 meter/5 000 meter, Sanya Richards på 400 meter och Jelena Isinbajeva i stavhoppet.

## Datum och orter
- 14 juni ISTAF, Berlin
- 3 juli Bislett Games, Oslo
- 10 juli Golden Gala, Rom
- 17 juli Meeting Gaz de France, Paris
- 28 augusti Weltklasse Zürich, Zürich
- 4 september Memorial van Damme, Bryssel

## Resultat 2009

### Damer
| Gren           | ISTAF Berlin               | Bislett Games Bergen       | Golden Gala Rom               | Meeting Gaz de France Paris | Weltklasse Zürich Zürich       | Memorial van Damme Bryssel     |
| 100 meter      | Kerron Stewart Jamaica     | Kerron Stewart Jamaica     | Kerron Stewart Jamaica        | Kerron Stewart Jamaica      | Carmelita Jeter USA            | Carmelita Jeter USA            |
| 400 meter      | Sanya Richards USA         | Sanya Richards USA         | Sanya Richards USA            | Sanya Richards USA          | Sanya Richards USA             | Sanya Richards USA             |
| 100 meter häck | Damu Cherry USA            | Damu Cherry USA            | Dawn Harper USA               | Dawn Harper USA             | Brigitte Foster-Hylton Jamaica | Brigitte Foster-Hylton Jamaica |
| Höjdhopp       | Ariane Friedrich Tyskland  | Blanka Vlašić Kroatien     | Antonietta Di Martino Italien | Blanka Vlašić Kroatien      | Blanka Vlašić Kroatien         | Blanka Vlašić Kroatien         |
| Stavhopp       | Jelena Isinbajeva Ryssland | Jelena Isinbajeva Ryssland | Jelena Isinbajeva Ryssland    | Jelena Isinbajeva Ryssland  | Jelena Isinbajeva Ryssland     | Jelena Isinbajeva Ryssland     |

### Herrar
| Gren                      | ISTAF Berlin                      | Bislett Games Bergen           | Golden Gala Rom           | Meeting Gaz de France Paris | Weltklasse Zürich Zürich  | Memorial van Damme Bryssel |
| 100 meter                 | Daniel Bailey Antigua och Barbuda | Asafa Powell Jamaica           | Tyson Gay USA             | Usain Bolt Jamaica          | Usain Bolt Jamaica        | Asafa Powell Jamaica       |
| 400 meter                 | Christopher Brown Bahamas         | Renny Quow Trinidad och Tobago | Christopher Brown Bahamas | Jeremy Wariner USA          | LaShawn Merritt USA       | Jeremy Wariner USA         |
| 3 000 meter / 5 000 meter | Kenenisa Bekele Etiopien          | Kenenisa Bekele Etiopien       | Kenenisa Bekele Etiopien  | Kenenisa Bekele Etiopien    | Kenenisa Bekele Etiopien  | Kenenisa Bekele Etiopien   |
| 110 meter häck            | Dexter Faulk USA                  | Antwon Hicks USA               | Dayron Robles Kuba        | Dexter Faulk USA            | Dwight Thomas Jamaica     | Ryan Brathwaite Barbados   |
| Spjutkastning             | Tero Pitkämäki Finland            | Tero Pitkämäki Finland         | Andreas Thorkildsen Norge | Andreas Thorkildsen Norge   | Andreas Thorkildsen Norge | Tero Pitkämäki Finland     |